# Glacier d'Argentière
Le glacier d'Argentière est un glacier du massif du Mont-Blanc. Il s'épanche en direction du village d'Argentière (commune de Chamonix-Mont-Blanc), d'où son nom.

## Géographie

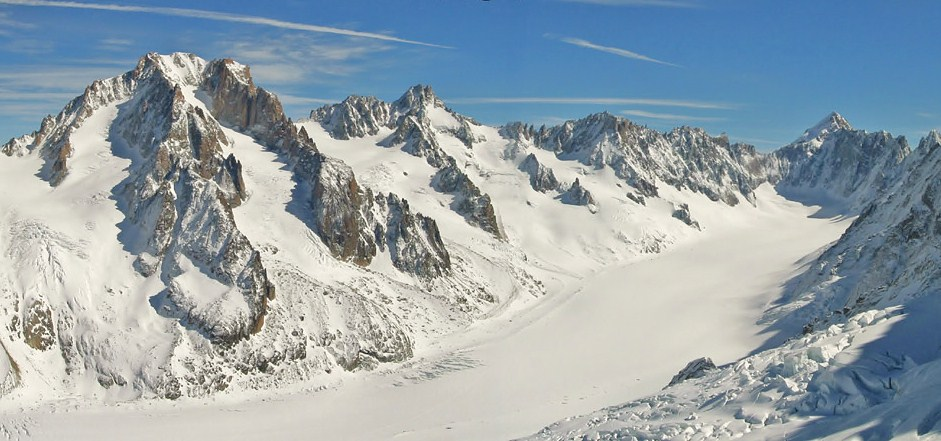
La partie haute du glacier.

Le glacier prend naissance vers 3 400 mètres dans un cirque glaciaire, dominé et alimenté en neige par de hauts sommets délimitant la frontière avec la Suisse et l'Italie (mont Dolent, 3 820 mètres, aiguille de Triolet, 3 730 mètres). Le refuge d'Argentière est implanté au cœur de ce cirque, à plus de 2 700 mètres. Plus en aval, le glacier est dominé par trois sommets de plus de 4 000 mètres : les Droites (4 000 mètres), la Grande Rocheuse (4 102 mètres) et l'aiguille Verte (4 122 mètres) depuis lesquels des séracs suspendus alimentent régulièrement le glacier en avalanches. C'est un glacier de vallée orienté vers le nord-ouest dominé par des petits glaciers qui sont désormais individualisés (glaciers du Tour-Noir, des Améthystes, du Milieu et du Chardonnet sur la rive droite et glacier des Rognons sur la rive gauche). Il repose sur des protogines et des schistes cristallins. Une grande partie de sa surface se trouve entre 2 600 et 3 100 m. Du fait de sa faible altitude, il s'agit d'un glacier tempéré, la glace profonde étant constamment à 0 °C. Sa ligne d'équilibre entre les zones d'accumulation et d'ablation est située à 2 800 m (moyenne de 1988-2008).

## Captages
Des captages d'eau sont réalisés à 2 000 m d'altitude sous le glacier de façon à alimenter en eau le barrage d'Émosson. Les eaux sont amenées au barrage via des galeries souterraines et sont donc déviées du bassin de l'Arve vers le Valais et la vallée du Rhône. Plusieurs points de captage sont nécessaires car le torrent sous-glaciaire ne s'écoule pas toujours au fond de la vallée. L'écoulement du torrent est permanent, même en hiver, mais il est alors limité à 0,2 - 1 m3/s. En été, il peut atteindre les 15 m3/s.
Ces captages ont permis d'étudier l'écoulement du glacier par en dessous, au niveau de son contact avec la roche. À ce niveau, la vitesse moyenne est de 40 cm/jour en hiver et de 60-65 cm/jour en été avec des pointes à 5-6 cm/h après un orage.

## Histoire
Lors de la dernière grande glaciation, les Alpes étaient recouvertes par une épaisse couche de glace. Au niveau du village d'Argentière, elle a atteint l'altitude de 2 500 m. À cette époque, les glaces du glacier d'Argentière s'écoulent alors directement par-dessus le col des Montets (1 461 m) en direction de Vallorcine et de la vallée du Rhône. Après la fonte au Tardiglaciaire, la hauteur de la glace n'est plus suffisante pour franchir le col et elle ne s'épanche dès lors plus que le long de la vallée de l'Arve, rejoignant initialement les autres glaciers de Chamonix avant que le glacier d'Argentière ne s'individualise entièrement. Le refroidissement du Dryas récent (env. 10800 à 9600 av. J.-C) lui permet d'entrer une dernière fois en contact avec la Mer de Glace en édifiant à cette époque les reliefs glacio-lacustres de la Joux et du Lavancher. De même, l'épisode froid du Préboréal  (env. 9350 à 9200 av. J.-C) le laisse une nouvelle fois avancer jusqu'à la moraine des Iles.

Vue du village et du glacier d'Argentière prise par Leo Wehrli (1870-1954).

Au cours des millénaires qui suivent, aucune crue n'a l'ampleur de celle du petit âge glaciaire. Sa première manifestation a lieu en 1605, année où le glacier recouvre sept maisons d'Argentière et de la Rosière. Elle est suivie par un autre maximum en 1643. Après un retrait relatif, la poussée maximale commence vers 1780 et le glacier atteint sa plus grande extension en 1840 en laissant des moraines frontales qui sont encore bien visibles. Le retrait a ensuite été relativement régulier : il a perdu un kilomètre entre 1870 et 2000, seulement interrompu par des poussées transitoires de quelques centaines de mètres entre 1885-1892, 1915-1920 et 1966-1988.
Il y a 100 ans à peu près, le glacier arrivait jusqu'à l'église d'Argentière (1 250 mètres) ; depuis quelques années, la langue terminale du glacier, qui s'étend encore jusque vers 1 600 mètres, s'est séparée du reste du glacier vers l'altitude de 1 900 mètres. La séparation est marquée par un rocher de plus de 200 m2 : la langue terminale n'est donc plus alimentée directement par le glacier principal, mais seulement par des chutes de séracs, ce qui met en péril sa pérennité. Cependant, une telle « coupure » s'était déjà produite au début du XXe siècle, mais s'était résorbée naturellement au fil des ans. En dépit du réchauffement climatique, rien ne permet à l'heure actuelle d'affirmer que la langue terminale du glacier disparaîtra dans un avenir proche.
La glace de la langue terminale a été découpée de 1908 à 1951 pour approvisionner les hôtels en été. Elle était descendue par un câble et la production a atteint 24-30 tonnes/jour. L'activité a cessé avec la généralisation des réfrigérateurs.

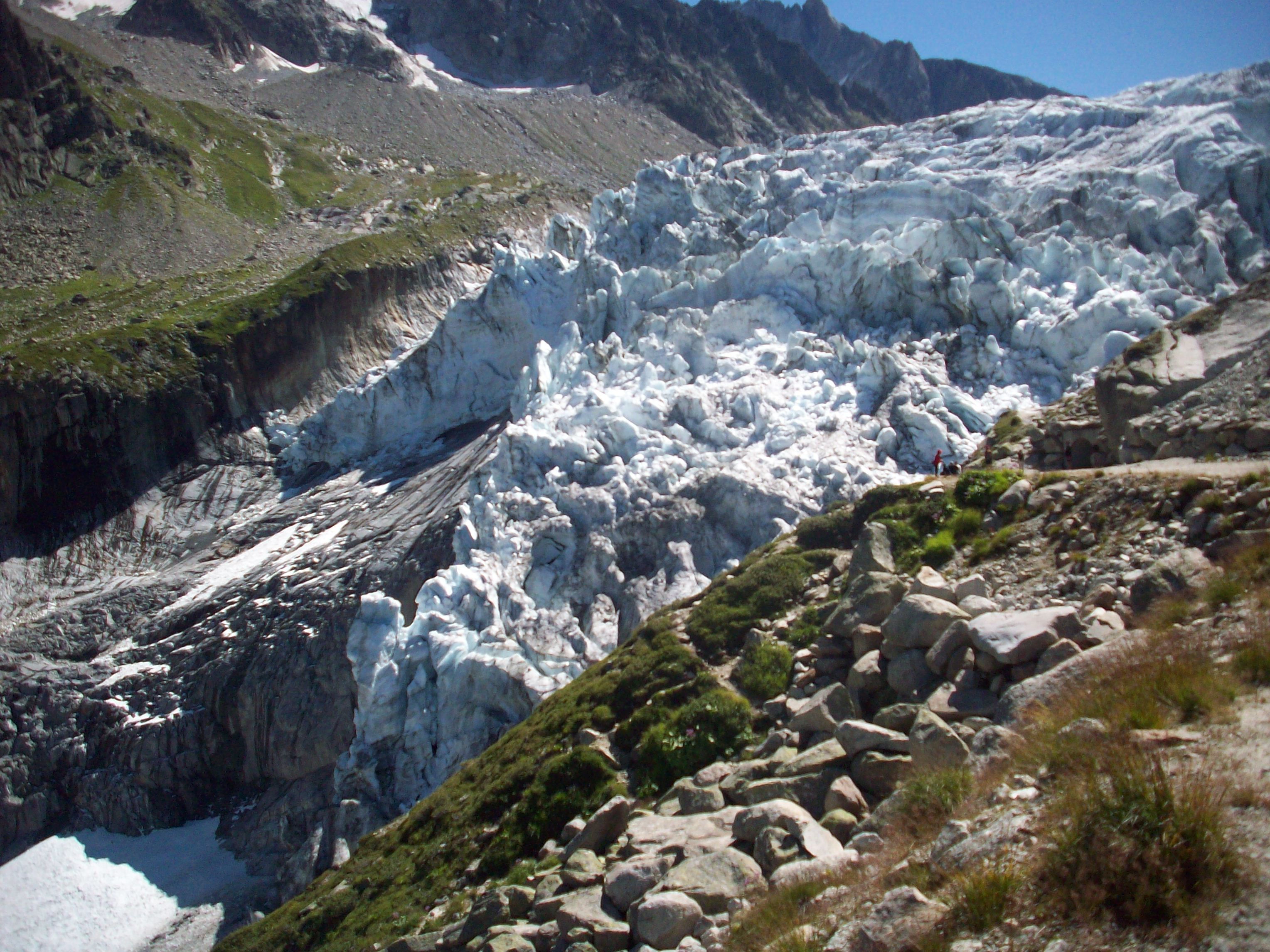
Vue du glacier au niveau de sa séparation en deux parties.
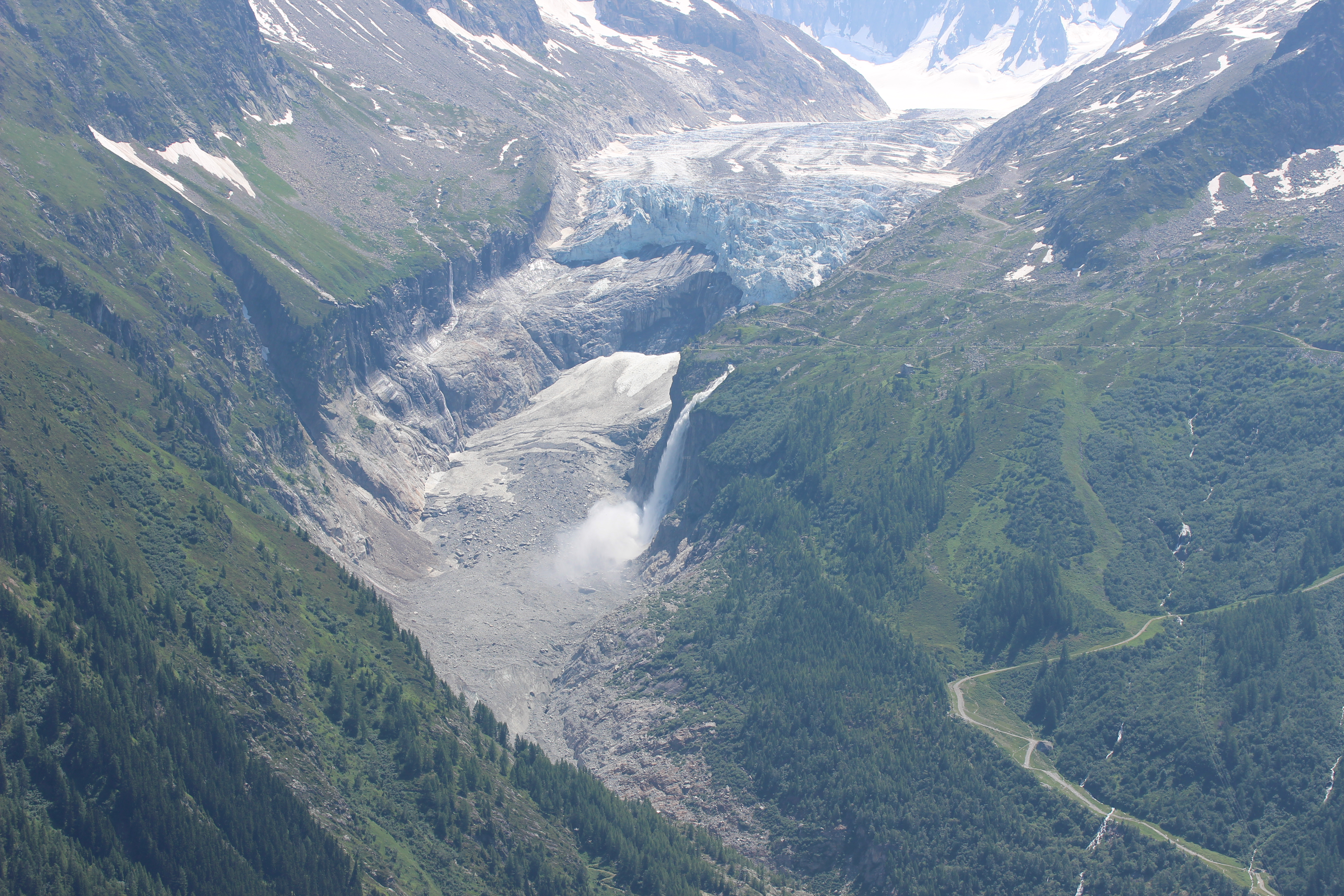
La langue terminale en 2013 avec la zone récemment libérée par les glaces.